# Louis Eelen
Louis Eelen (Gand, 26 luglio 1904 – Bruxelles, 15 agosto 1979) è stato un ciclista su strada belga.
Fu professionista dal 1924 al 1929, ottenendo cinque vittorie.

## Carriera
Ottenne i suoi risultati migliori alla Liegi-Bastogne-Liegi, dove si classificò terzo, oltre ad alcuni piazzamenti nei 20 al Giro delle Fiandre.

## Palmarès
- 1926

Coppa Sels
- 1925

Giro di Heinjeck

## Piazzamenti

### Grand Giri
- Tour de France

1925: ritirato

### Classiche monumento
- Giro delle Fiandre

1924: 16º
1925: 18º
1926: 12º
- Parigi-Roubaix

1925: 23°
- Liegi-Bastogne-Liegi

1923: 17°
1925: 3°